# فاضل أحمد باشا الكوبريللي
فاضل أحمد باشا الكوبريللي (بالتركية الحديثة: Köprülü Fazıl Ahmed Paşa، وبالألبانية: Fazıl Ahmed Pashë Kypriljoti) ـ (1635 ـ 3 نوفمبر 1676) هو سياسي وقائد عسكري عثماني، ينتمي إلى أسرة كوبريللي السياسية العثمانية المرموقة ذات الجذور الألبانية، التي تولى ستة من أبنائها الصدارة العظمى للدولة العثمانية.

## حياته
تولى فاضل أحمد باشا الصدارة العظمى في عهد السلطان محمد الرابع، من سنة 1661 إلى وفاته سنة 1676، خلفًا لأبيه محمد باشا الكوبريللي، مؤسس أسرة كوبريللي السياسية. وكان قبلها واليًا على إيالة دمشق (1660 ـ 1661)، وقبلها على إيالة أرضروم (1659 إلى 1660).
مُنح لقب «فاضل» لحكمته في تخفيض الضرائب وتشجيع التعليم، كما أنه لم يرتكب الفظائع في حروبه. وقد قاد الجيش العثماني في الحرب العثمانية النمساوية (1663 ـ 1664). وفي مطلع يوليو 1664، تمكن فاضل أحمد باشا من تدمير قلعة نوفي زرين بشمال كرواتيا بعد حصار دام قرابة شهر. وقد تمكن ـ رغم هزيمته في معركة سانت غوتهارت ـ من اكتساب أراض جديدة بموجب معاهدة فسفار سنة 1664. وقد مكنته هذه المعاهدة من التفرغ لحرب كريت والاستيلاء على كاندية (إيراكليو الحالية) ـ التي كانت خاضعة آنذاك لجمهورية البندقية ـ سنة 1669.
وقع فاضل أحمد باشا معاهدتي بوتشاتش (1672) ومعاهدة زوروانو (1676) في نهاية الحرب العثمانية ضد الاتحاد البولندي الليتواني.